# Castelo de Hervé

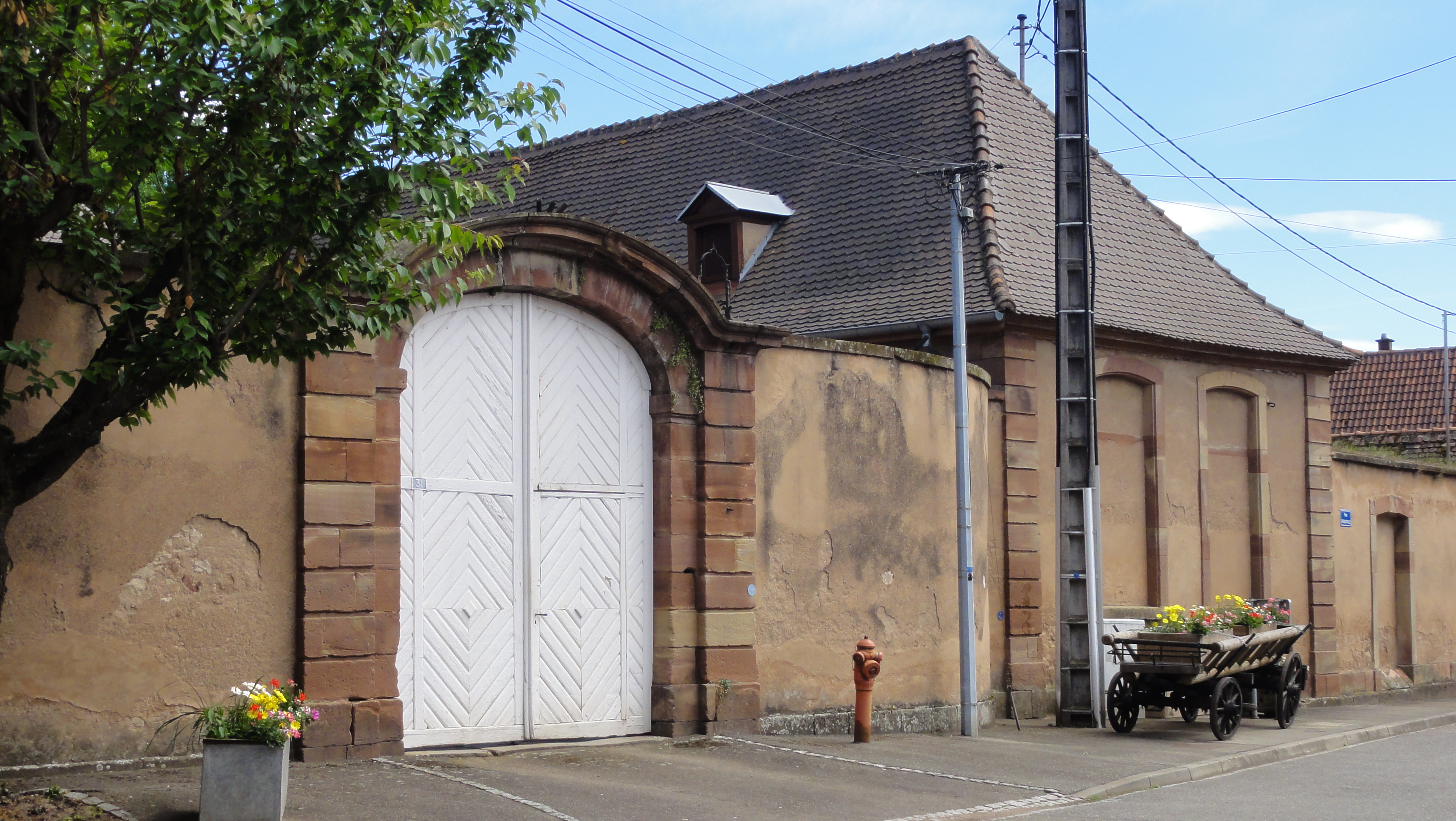
Castelo Hervé

Château Hervé é um castelo localizado na comuna de Dachstein, no departamento de Bas-Rhin, Alsácia, na França. Tornou-se um Monument historique no dia 1 de outubro de 1986.